# Stolzia hainanensis
Stolzia hainanensis är en insektsart som först beskrevs av Tinkham 1940.  Stolzia hainanensis ingår i släktet Stolzia och familjen gräshoppor. Inga underarter finns listade i Catalogue of Life.